# Bernice Pauahi
Titre
Héritière présomptive du trône d'Hawaï
29 mai 1866 – 11 décembre 1872
(6 ans, 6 mois et 12 jours)
Bernice Pauahi, connue aussi sous le nom de Bernice Pauahi Bishop, née le 19 décembre 1831 à Honolulu (Hawaï) où elle est morte le 16 octobre 1884, est une princesse royale hawaïenne, membre de la maison de Kamehameha et sœur des rois Kamehameha IV et Kamehameha V. À sa mort, son domaine constitue la plus grande propriété foncière privée des îles hawaïennes, représentant environ 9% de la superficie totale d'Hawaï. Les revenus de ces terres sont utilisés pour faire fonctionner les écoles Kamehameha, qui ont été créées en 1887 selon la volonté de Pauahi. Elle est aussi l'épouse de l'homme d'affaires et philanthrope Charles Reed Bishop.   

## Biographie

### Famille et éducation
Bernice Pauahi est la deuxième fille de Kinau, fille du roi Kamehameha Ier et régente du royaume d'Hawaï, et de Mataio Kekūanāoa, gouverneur d'Oahu. Kinau, qui s'occupait personnellement de l'éducation de sa fille, meurt des oreillons en 1839. Pauahi commence alors à fréquenter l'école des enfants des princes (plus tard appelée l'école royale) la même année et y reste jusqu'en 1846. Elle aimait beaucoup l'équitation et la natation ainsi que la musique et les fleurs. 

### Mariage

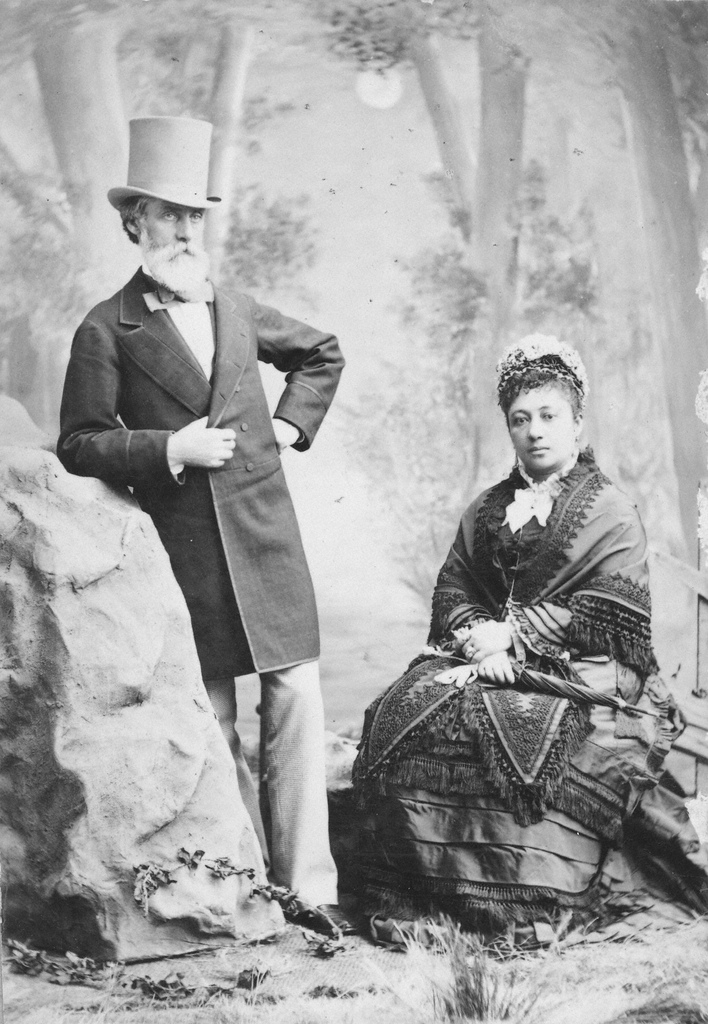
La princesse Bernice Pauahi avec son époux Charles Reed Bishop.

Il avait été prévu dès l'enfance que Pauahi épouse l'un des fils de son oncle le roi Kamehameha III, d'abord l'aîné, qui meurt à la naissance en 1839, puis le second qui meurt un mois après sa naissance en 1842, laissant le roi sans enfants légitimes. 
Pauahi épouse donc finalement l'homme d'affaires Charles Reed Bishop le 4 mai 1850, malgré les objections de sa famille. À sa demande, très peu de personnes ont assisté à son mariage. Le couple n'eut pas d'enfants.

### Crise de succession
À la mort du roi Kamehameha III sans enfants en 1854, c'est donc son neveu et héritier, Alexander Liholiho, le frère de Pauahi, qui devient roi sous le nom de Kamehameha IV. Ce dernier, marié à la princesse Emma, perd son unique fils, le prince Albert Kamehameha en 1862. Il meurt l'année suivante à l'âge de 29 ans, sans descendance. C'est donc son frère, Lot Kapuāiwa, qui lui succède sous le nom de Kamehameha V. Le nouveau roi, célibataire et sans enfants légitimes, désigne sa sœur cadette, l'influente Victoria Kamāmalu, comme son héritière. Mais cette dernière meurt également sans descendance en 1866. La sœur aînée du roi, la princesse Ruth Keelikolani, refuse de prendre part à la succession au trône depuis le décès soudain de son fils en 1859. N'ayant pas d'autre options, le roi se penche vers son autre sœur, Pauahi. 
Sur son lit de mort en 1872, le roi affirme de nouveau sa volonté de voir Pauahi lui succéder. Mais, décontenancée, cette dernière lui répond finalement : "Non, non, pas à moi, ne pense pas à moi. Je n'en ai pas besoin." Le roi insista mais elle refusa de nouveau le trône : "Oh non, ne pense pas à moi. Il y en a d'autres." Kamehameha V mourut une heure plus tard. Le refus de Pauahi d'accepter la couronne a permis à son cousin, Lunalilo, de devenir le premier monarque élu par les législateurs.

### Mort et héritage
En 1883, à la mort de son aînée, la très riche princesse Keelikolani, Pauahi hérite d'une partie de ses biens. Le 16 octobre 1884, à l'âge de 52 ans, elle meurt à son tour d'un cancer du sein. Elle est enterrée dans la crypte de Kamehameha au mausolée royal d'Hawaï.
Au moment de sa mort en 1884, son domaine se composait de 485 563 acres (qui a été réduit à 375 569 acres par la réunion du 22 janvier 1886 des fiduciaires du domaine de Pauahi) de terres à travers les îles hawaïennes qu'elle avait soit acheté ou hérité. Ces terres ont été incorporées après la mort de Pauahi dans d'autres domaines afin de financer la création des écoles Kamehameha. 
En 1889, le Musée Bernice Pauahi Bishop est fondé en son honneur par son époux. Il rassemble la collection d'objets hawaiiens reçus en héritage par la princesse.